# 浜中明
浜中 明（はまなか あきら、1976年3月1日 - ）は、日本の漫画原作者。東京都出身。
2003年5月、「ソフィアの掟」で『サンデー原作・原案ドリームステージ』の大賞を受賞。脱サラして漫画原作者となり、2004年、『少年サンデー超』（小学館）掲載の「ハードボイルドキャット」でデビュー。

## 作品リスト

### 原作
- ソフィアの掟（画：中道裕大、読切『少年サンデー超』2003年11月25日号）
- ハードボイルドキャット（画：杉信洋平、読切『少年サンデー超』2004年1月25日号）
- ゴーストロジック（画：ネモト摂、読切『週刊少年サンデー』2004年20号）
- BABEL（画：杉信洋平、読切『少年サンデー超』2005年5月25日号）
- ハルノクニ（画：中道裕大、連載『週刊少年サンデー』2006年12号 - 2006年50号）
- レアブック（画：新井隆広、読切『少年サンデー超』2006年7月25日号）
- シラユリのしらべ（画：松原裕美、読切『ビッグコミックオリジナル増刊』2009年1月号）

### 脚本
- MY SWEET SUNDAY 一本の線（画：さいとう・たかを、読切『週刊少年サンデー』2009年4・5合併号）
- サンデー創刊物語～夢のはじまり～（画：山田一喜、読切『週刊少年サンデー』2009年14号）